# Sionská hora matky božej
Sionská hora matky božej, česky Sionská hora matky boží, je kaple, křížová cesta a poutní místo v osadě Bobrovecká vápenica obce Bobrovec v okrese Liptovský Mikuláš v Žilinském kraji v Liptovské kotlině na Slovensku. Nachází se severně od obce Jalovec, poblíž úpatí pohoří Západní Tatry.

## Historie a popis místa
Sionská hora matky božej se nachází v nadmořské výšce 758 m na návrší a okolní louce. Místo je celoročně volně přístupné a často je přístupná i kaple. Kaple byla postavena v roce 1994 z podnětu katolického faráře a místního rodáka, kterým byl Bohuslav Pikola. Ten byl v roce 1951 v době komunistického Československa zatčený a odsouzený na 18 let za tehdejší ilegální studium teologie a v roce 1960 byl propuštěn na základě prezidentské amnestie. Později věnoval všechny peníze získané z odškodnění za nespravedlivé věznění na stavbu kaple. Bohuslav Pikola, který zemřel v roce 2007, je v kapli také pochován. Na leštěné kamenné pamětní desce uvnitř kaple je jeho poděkování za pomoc ve vězení a v kněžské službě. Stavba kapličky má obdélníkový půdorys, který je na západní straně zakončený půlkruhem. Obvodové zdivo stojí na kamenné podezdívce, střecha je sedlová s malou věží se stanovou stříškou a křížem. Krytinou střechy je šindel. Uvnitř kaple je malý oltář se soškami Panny Marie s Ježíšem v náručí a dvěma anděly. Stěny jsou ozdobeny obrazy světců a strop je obložený dřevem. Na louce u kapličky je v oblouku postavená křížová cesta, která má 14 zastavení postavených na kůlech a umístěných v zasklených skříňkách se stříškou a křížkem. Nesou je stabilní dřevěné kůly.

## Galerie

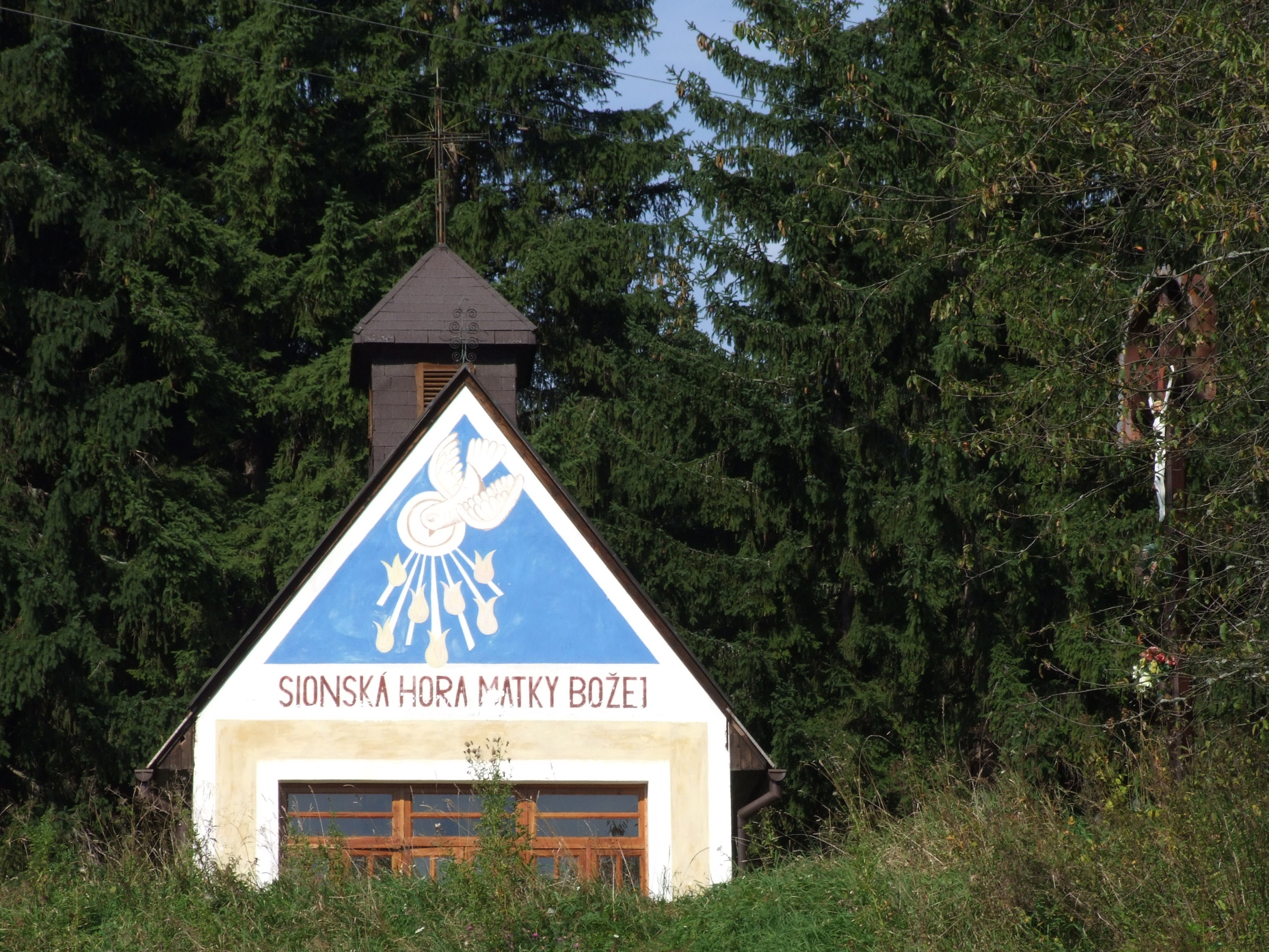
Kaplička